# Дионисий Ралли

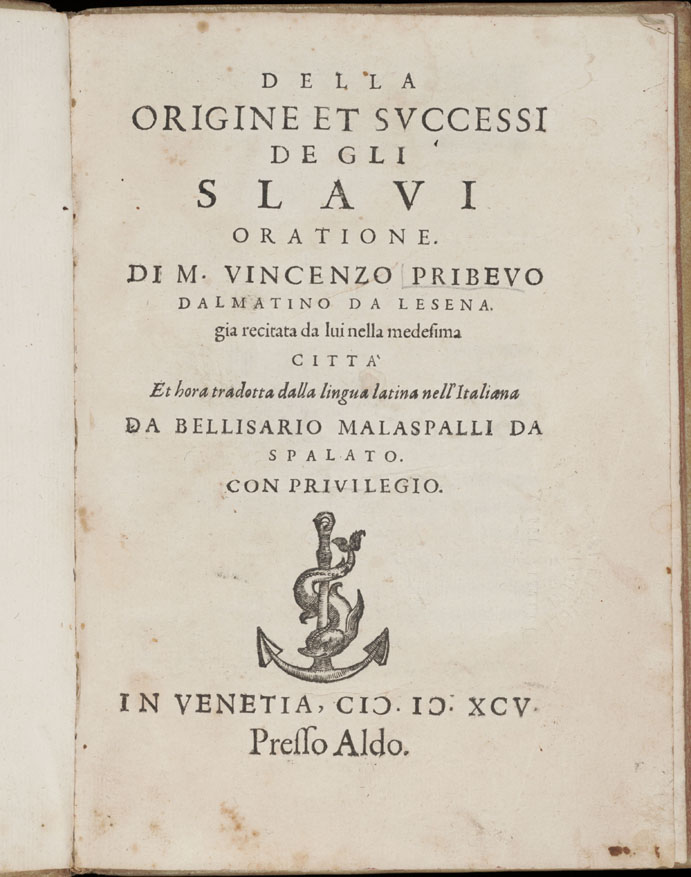
«Слово о происхождении славных славян», Венеция, второе издание на итальянском языке, 1595 г.

Дионисий Ралли-Палеолог (греч. Διονύσιος Ράλ(λ)ης Παλαιολόγος) — епископ Константинопольской православной церкви, митрополит Тырновский.
Глава специальной православной духовно-дипломатической делегации, которая информирует русского царя Фёдора Ивановича и русский народ о признании Русской Церкви — Патриархатом. Через патриарха Иеремию II ему, по-видимому, покровительствовал Михаил Шейтаноглу Кантакузин, с которым он в родстве. Член семьи Раули.
Этническая принадлежность Дионисия Ралли спорна. Его считают греком, потому что он родился на Крите, и болгарином — потому что он участвовал в редактировании Острожской Библии, и не только. Это, безусловно, из семейств Кантакузино и Палеологов.
Несомненно, он был первым Кизикским митрополитом и по настоянию Папы Григория XIII был отправлен в Острог в формирующийся Славяно-греко-латинский коллегиум. В то время он был настоятелем монастыря в Дрогобыче.
С 1580 г. он был митрополитом бывшего Патриархата Царьград Тырнов. В 1588 г. во время визита в Москву Патриарх Иеремия II дал принципиальное согласие на возведение Русской Церкви в патриархат, а в 1589 г. Патриарх Иов был представлен на Успенском соборе как Патриарх всея Руси. Каноническое признание Московского Патриархата произошло на особом церковном соборе 1590 года в Константинополе, на котором присутствовал митрополит бывший пятый в диптихе Тырновского Патриархата — Дионисий Ралли. Именно он был назначен собором возглавить делегацию, чтобы провозгласить в Москве русскому царю, боярскому думу и всему русскому народу весть о том, что Русское царство находится под защитой Бога для духовной независимости и автономии. Этим актом признано, что Русское царство тоже благословлено Богом — С нами Бог!. Прибыл в Московское государство в составе большой делегации в июне 1591 года, привезя царю Фёдору Ивановичу соборную грамоту об утверждении патриаршества в России, за подписью патриархов: Константинопольского, Антиохийского и Иерусалимского, а также подписей множества митрополитов, архиепископов и епископов. В подарок русскому царю были присланы мощи Святых и две короны, для царя и царицы. В во время нахождения на Руси посетил Троице-Сергиев монастырь. Делегация выехала из Москвы в феврале 1592 года.
12 февраля 1593 года в Константинополе на новом церковном православном соборе Русской Православной Церкви было отведено пятое место в диптихе, то есть место тогда еще не существовавшего Тырновского Патриархата. Под документом подпись митрополита Тырновского — Дионисия Ралли.
С 1593 года митрополит Дионисий Тырновский не был допущен в Османскую империю по личному распоряжению османского султана Мурада III. По этой причине он возглавил свою церковную кафедру во время пятнадцатилетней войны в изгнании, вступив в коалицию с Андроником Кантакузино и Михаем Храбрым. Во время Первого Тырновского восстания он был духовным лидером повстанцев..
2 июня 1600 года на церковно-народном собрании в Яссах он был избран митрополит Сучавский и Молдавский. Последняя достоверная информация о нем — то, что он действовал как специальный курьер и посол русского царя после Брестской унии, но был схвачен властями Речи Посполитой и брошен в тюрьму.